# Бонарова (герб)
Бонарова (пол. Bonarowa, Bonerorum, Hibryda, Ibryda, Chlebiński) — польский дворянский герб.

## Описание и легенда
Двойная лилия двух цветов: белого и чёрного, расположенная так, что правая, белая, её половина в чёрном поле, а левая, чёрная, — в белом. Иногда в нашлемнике изображается воин, в полном вооружении, держащий на плечах два знамени.
Эмблему эту объясняют тем, что родоначальник выезжей из Франции фамилии Бонариев в войну Франции с Англией и Шотландией отнял у врагов два знамени — чёрное и белое, которые красуются в нашлемнике и дали цвет щиту. В знак признательности за такую отвагу французский король пожаловал Бонариям лилию, герб Франции, а в XIV в. фамилия эта перешла в Польшу, где и сообщила знамя своё другим родам. Ср. Гоздава.

## Герб используют
7 родовAndracki, Andradzki, Bal, Bonar, Bonarowicz, Chlebiński, Wichliński